# Печенкино (Башкортостан)
Печенкино (баш. Печенкин) — село в Бирском районе Республики Башкортостан Российской Федерации. Центр Березовского сельсовета.

## География

### Географическое положение
Находится на берегу реки Белой.
Расстояние до:
- районного центра (Бирск): 30 км,
- ближайшей ж/д станции (Уфа): 72 км.

## Население
| 2002 | 2009 | 2010 |
| ---- | ---- | ---- |
| 420  | ↗457 | ↘446 |

Согласно переписи 2002 года, преобладающая национальность — русские (84 %).